# Arab Shamilov
Arab Shamilov (en russe : Араб Шамоевич Шамилов, Arab Chamoïevitch Chamilov ; en kurde : Erebê Şemo), né le 23 octobre 1897 et mort le 21 mai 1978 à Erevan, est un écrivain soviétique et ezidi.

## Œuvres
- Şivanê Kurmanca (Kurde berger) - Le premier roman kurde
- Berbang - (1958)
- Dimdim (Château Dimdim) - (1966)
- Jiyana Bextewar - (1959)
- Hopo - (1969)

Aussi, en 1967, Moscou a également publié un recueil d'histoires du peuple kurde.